# 时清霜
时清霜（1965年11月11日—），河北玉田人，汉族，无党派人士。中华人民共和国政治人物，河北省人民政府副省长、第十三届全国人民代表大会河北地区代表。河北大学法律系法学专业毕业。曾任平泉县人民检察院副检察长，平泉县副县长，河北省司法厅副厅长，河北省人民政府法制办公室主任。
2018年1月，被河北省第十三届人民代表大会第一次会议选举为河北省人民政府副省长。2018年3月，被选为全国人大代表。